# Arbanitis weigelorum
Espèce
Synonymes
- Misgolas weigelorum Wishart & Rowell, 2008

Arbanitis weigelorum est une espèce d'araignées mygalomorphes de la famille des Idiopidae.

## Distribution
Cette espèce est endémique de Nouvelle-Galles du Sud en Australie. Elle se rencontre vers Gosford.

## Description
La carapace du mâle holotype mesure 6,44 mm de long sur 5,22 mm et l'abdomen 6,08 mm de long sur 4,17 mm.

## Systématique et taxinomie
Cette espèce a été décrite sous le protonyme Misgolas weigelorum par Wishart et Rowell en 2008. Elle est placée dans le genre Arbanitis par Rix, Raven, Main, Harrison,Austin, Cooper et Harvey en 2017.

## Étymologie
Cette espèce est nommée en l'honneur de John Randall Weigel et de son épouse de l'Australian Reptile Park à Gosford.

## Publication originale
- Wishart & Rowell, 2008 : « Trapdoor spiders of the genus Misgolas (Mygalomorphae: Idiopidae) from eastern New South Wales, with notes on genetic variation. » Records of the Australian Museum, vol. 60, no 1, p. 45-86 (texte intégral).